# Grabfeld (regio)

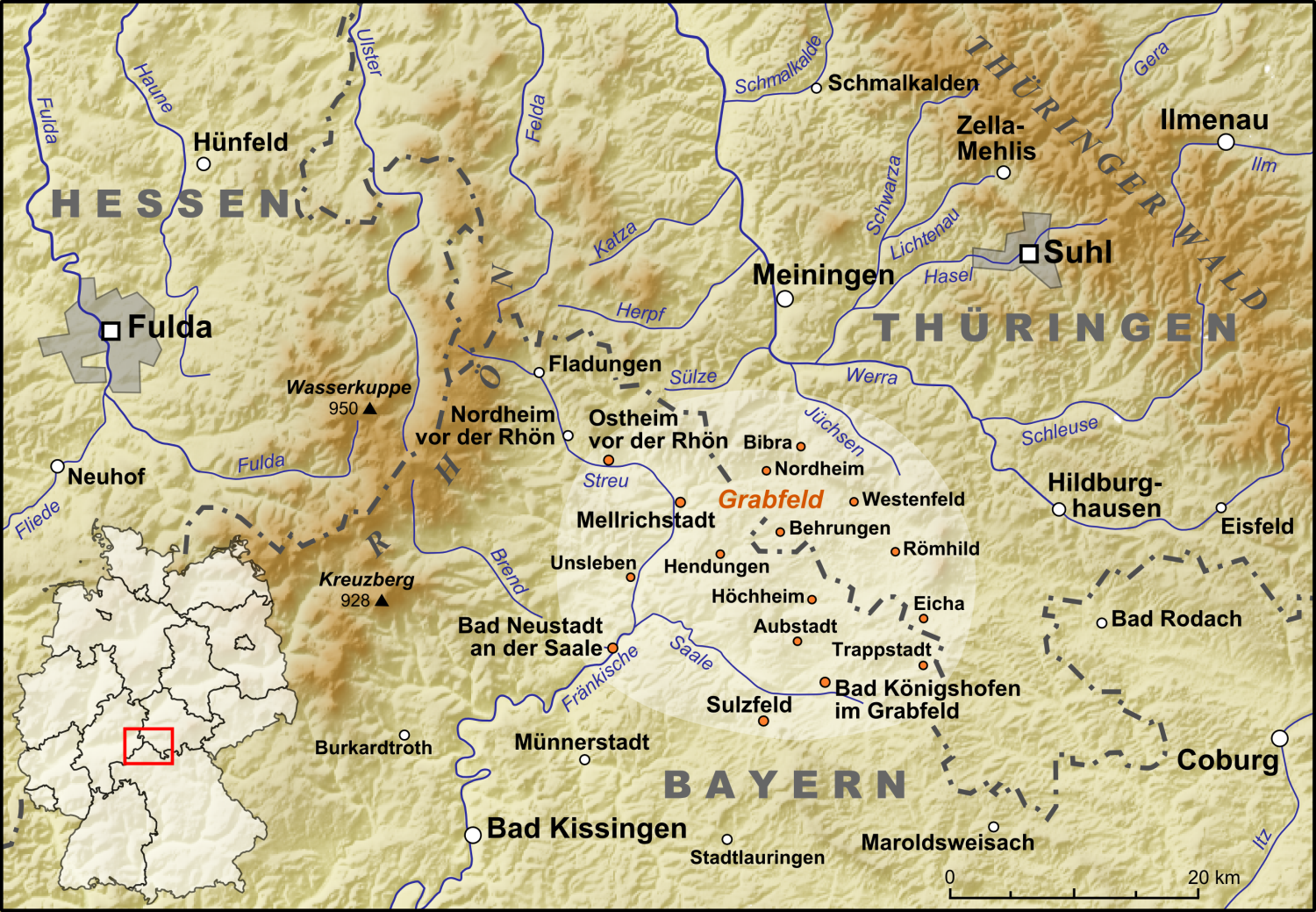
Kaart die laat zien waar het Grabfeld ligt in relatie tot Hessen, Thüringen en Beieren.

Het Grabfeld is een regio in Duitsland, op de grens tussen Beieren en Thüringen. Het ligt ten zuidoosten van het Rhöngebergte. De hoogste heuvel is 679 meter (Gleichberge). Het Grabfeld gaf zijn naam gaf aan het Beierse district Rhön-Grabfeld en de Thüringse gemeente Grabfeld.